# Инцидент с портретом Мао Цзэдуна (1989)

Портрет Мао Цзэдуна после замены (Декабрь 1990 года)

Инцидент с портретом Мао Цзэдуна — акт вандализма, произошедший 23 мая 1989 года. 
Во время протестов на площади Тяньаньмэнь портрет Мао Цзэдуна, помещённый над воротами, был испорчен. 23 мая 1989 года в 14:00 три молодых человека из Люяня и Хунани вывесили баннеры на стене прохода к воротам. Лозунги на баннерах гласили: "Время положить конец пятитысячелетней автократии!" (кит. 五千年专制到此可以告一段落!, пиньинь Wǔqiān nián zhuānzhì dào cǐ kěyǐ gào yīduànluò!) и "Время положить конец культу личности" (кит. 个人崇拜从今可以休矣 пиньинь Gèrén chóngbài cóng jīn kěyǐ xiū yǐ). Вскоре после этого они начали кидать яйца, наполненные краской, в портрет Мао. Они были незамедлительно задержаны членами Независимого союза Студентов Пекина. В 17:00 они были вынуждены выступить на пресс-конференции и признали, что их деятельность не имеет никакого отношения к движению. В 19:00 они были переданы Пекинскому муниципальному бюро общественной безопасности. В 22:00 испорченный портрет Мао Цзэдуна был снят и заменен запасным.